# Makó
Makó é uma cidade da Hungria, situada no condado de Csongrád-Csanád. Tem 229,23 km² de área e sua população em 2019 foi estimada em 22.514 habitantes.